# Фиртецешть (комуна)
Фиртецешть, Фиртецешті (рум. Fârtățești) — комуна у повіті Вилча в Румунії. До складу комуни входять такі села (дані про населення за 2002 рік):
- Афината (204 особи)
- Бекшань (135 осіб)
- Валя-Урсулуй (150 осіб)
- Гирнічет (55 осіб)
- Дежой (183 особи)
- Денкей (124 особи)
- Джулешть (370 осіб)
- Джулештій-де-Сус (245 осіб)
- Дозешть (511 осіб)
- Кецету (486 осіб)
- Куч (78 осіб)
- Мерічешть (119 осіб)
- Нісіпі (87 осіб)
- Попешть (240 осіб)
- Русенешть (459 осіб)
- Сечу (88 осіб)
- Стенкулешть (362 особи)
- Таніславі (104 особи)
- Фиртецешть (476 осіб)
- Шотань (165 осіб)

Комуна розташована на відстані 170 км на захід від Бухареста, 47 км на південний захід від Римніку-Вилчі, 52 км на північ від Крайови.

## Населення
За даними перепису населення 2002 року у комуні проживала 4641 особа, усі — румуни. Усі жителі комуни рідною мовою назвали румунську.
Склад населення комуни за віросповіданням:
| Релігія       | Кількість осіб | Відсоток |
| ------------- | -------------- | -------- |
| православні   | 4630           | 99,8%    |
| баптисти      | 6              | 0,1%     |
| не релігійні  | 3              | 0,1%     |
| п'ятдесятники | 2              | < 0,1%   |